# Premio di maggioranza
Il premio di maggioranza, in alcuni sistemi elettorali proporzionali, indica l'eventuale incremento del numero di seggi spettanti ad una lista o ad una coalizione elettorale che abbia ottenuto uno specificato risultato elettorale. L'incremento si considera rispetto al numero dei seggi che le sarebbero attribuiti tenendo conto della sola proporzione dei voti ottenuti. Secondo alcuni la previsione di un premio di maggioranza accresce la stabilità del sistema politico, ma secondo altri serve solo ad alterare il reale responso elettorale nascondendo durante le elezioni le divisioni interne agli schieramenti, che emergerebbero poi successivamente durante la legislatura.

## Funzionamento
A seconda delle peculiarità dei sistemi elettorali che prevedono il premio di maggioranza, questo può essere attribuito alla lista o coalizione vincente in tutti i casi oppure soltanto al verificarsi di certe condizioni, quali ad esempio il raggiungimento di una certa percentuale di voti. Una clausola siffatta ha lo scopo di mitigare la distorsione della volontà degli elettori insita nell'attribuzione del premio.
Esistono inoltre due diverse forme di premi di maggioranza:
- Con il premio di maggioranza in quota variabile (detto talvolta jackpot system), la lista o coalizione vincente ottiene un certo ammontare di seggi noto a priori, di norma superiore alla metà del totale. I seggi residui vengono attribuiti alle altre liste e coalizioni in proporzione ai voti da esse ottenuti.
- Con il premio di maggioranza in quota fissa (detto talvolta bonus system), alla lista o alla coalizione vincente è assegnato un certo ammontare di seggi noto a priori, usualmente inferiore alla metà di quelli da assegnare. I seggi restanti, che generalmente costituiscono la parte preponderante del totale, sono ripartiti fra tutte le liste o coalizioni (inclusa quella vincente) in proporzione ai voti ottenuti.

La principale differenza tra le due suddette modalità di attribuzione del premio di maggioranza è legata agli effetti sui risultati elettorali: il premio di maggioranza in quota variabile, infatti, assicura sempre a chi vince le elezioni la maggioranza assoluta dei seggi e quindi il controllo dell'assemblea elettiva, sia pure introducendo una distorsione della volontà degli elettori talvolta molto rilevante. Viceversa, il premio di maggioranza in quota fissa favorisce, ma non assicura, l'ottenimento di una maggioranza parlamentare da parte della lista o coalizione vincente.

## Applicazioni
Prevedono o hanno previsto il premio di maggioranza alcune leggi elettorali in Italia, in Grecia e a San Marino.

### Grecia
Dal ripristino della democrazia parlamentare nel 1974 e fatta salva una breve interruzione a cavallo tra gli anni ottanta e gli anni novanta, la Grecia è dotata di un sistema elettorale di tipo proporzionale rinforzato, che cioè prevede un premio di maggioranza in quota fissa a beneficio della lista che ottiene la maggioranza relativa.
Negli anni, l'entità del premio di maggioranza e le condizioni per ottenerlo sono mutate più volte. La legge elettorale del 2007, impiegata per la prima volta nelle elezioni del maggio 2012, prevede l'assegnazione di un bonus di 50 seggi, su un totale di 300, alla lista più votata, che pertanto raggiunge la maggioranza assoluta dei seggi solo se ottiene circa il 40% dei voti.
Il premio di maggioranza è stato brevemente abrogato nel 2016, ma poi immediatamente ripristinato.

### Italia
La prima applicazione del premio di maggioranza in Italia (nella forma del jackpot system) si ebbe nel 1923 con l'approvazione della legge Acerbo, che prevedeva l'assegnazione dei 2/3 dei seggi della Camera dei deputati alla lista col più alto numero di consensi che avesse superato il 25% dei voti.
Nel secondo dopoguerra, dopo il ritorno al sistema proporzionale, si reintrodusse il premio di maggioranza nel 1951 per la legge comunale degasperiana, valida per i comuni con più di 10.000 abitanti, e nel 1953 per la cosiddetta legge truffa, valida per le elezioni politiche. In entrambi i casi era prevista l'attribuzione di un premio in quota variabile alla coalizione che avesse preso la maggioranza assoluta dei voti validi. Dopo le elezioni politiche del 1953, che comunque non videro l'applicazione del premio perché nessuna coalizione superò la metà dei voti, le due leggi elettorali vennero abrogate.
A livello di elezioni nazionali, l'unico precedente del premio di maggioranza risale alla Legge Acerbo del '23: scritta per Mussolini, il premio di maggioranza non fu necessario per l'ascesa del dittatore, forte del 65% dei consensi espressi.
Negli anni novanta il premio di maggioranza fu reintrodotto limitatamente alle elezioni locali. La legge comunale e provinciale del 1993, tuttora in vigore per i comuni, attribuisce sotto certe condizioni il 60% dei seggi alla coalizione che sostiene il candidato sindaco che ottiene la maggioranza assoluta al primo turno oppure che prevale nel turno di ballottaggio. La legge Tatarella del 1995, che regola le elezioni regionali nelle regioni che non si siano dotate di una propria legge elettorale, prevede un premio di maggioranza in misura fissa a beneficio della coalizione che ottiene la maggioranza relativa. Un premio di maggioranza analogo è previsto anche dalle leggi elettorali regionali di molte altre regioni.
La legge Calderoli del 2005, valida per le elezioni politiche, aveva reintrodotto il premio di maggioranza in quota variabile alla singola lista o coalizione che avesse raccolto la maggioranza relativa dei voti a livello nazionale alla Camera e a livello di ogni singola regione al Senato. La legge Calderoli prevedeva cioè l'assegnazione del premio alla singola lista o alla coalizione più votata indipendentemente dal suo risultato elettorale. Nel 2014, la Corte Costituzionale ha dichiarato incostituzionale questo aspetto della legge. 
La successiva legge elettorale italiana del 2015 prevedeva l'attribuzione del premio in quota variabile alla lista che avesse superato il 40% dei voti o, in difetto, alla lista che avesse prevalso nel turno di ballottaggio; quest'ultimo è stato dichiarato incostituzionale.

### San Marino
Nel periodo tra la prima e la seconda guerra mondiale la Repubblica di San Marino si dotò di una legge elettorale con premio di maggioranza formalmente del tipo in quota fissa, sebbene esso garantisse in ogni caso la formazione di una maggioranza parlamentare. Quella legge infatti prevedeva una quota fissa dell'80% dei seggi a favore della lista più votata e la ripartizione proporzionale fra tutte le liste, inclusa la più votata, del residuo 20% dei seggi.
Dal 2008 il sistema elettorale proporzionale previgente è stato modificato con l'introduzione di un premio di maggioranza in quota variabile, che assegna seggi aggiuntivi alla coalizione più votata, eventualmente con ricorso ad un turno di ballottaggio. La legge dispone che la coalizione più votata disponga di almeno 35 dei 60 seggi disponibili  : se al ballottaggio ottiene 31 seggi, ulteriori 4 sono tolti alla coalizione con la minore percentuale di voti per attribuirli al vincitore (o ai vincitori) secondo il metodo D'Hondt.